# مراد رايس (الأكبر)
مراد رايس مجاهد بحري عثماني. ولد في جزيرة ألبانيا في القرن السادس عشر. لا يعرف تاريخ ميلاده بالتحديد ولكن يقدر بأن يكون عام 1506 وذلك استنادا إلى تقديرات عمره عند وفاته عام 1609 عن 103 أعوام.

## عمله في البحر
بدأ حياته المهنية مبكرا بانضمامه إلى طورغوت رايس. وقد حارب إلى جانب بيري رايس في عدة حملات بحرية. في عام 1534 رافق خير الدين (بربروس) بن يعقوب قائد أساطيل العثمانيين إلى إسطنبول حيث استقبلهما السلطان سليمان القانوني. هناك عينه السلطان قائدا لأسطول عثماني. وأثناء مكوثه في إسطنبول عمد إلى الإشراف على بناء قطع أسطوله في دار صناعة السفن عند القرن الذهبي.

## حروب شارك فيها
- بريفيزا

شارك طورغوت رايس في كثير من المعارك ولعب دوراً حاسماً في معركة بروزة عام 1538 ضد أسطول العصبة المقدسة (1538م) بقيادة أندريا دوريا. تحقق النصر فكافأ السلطان مراد رايس بأن سلمه قيادة الأسطول في المحيط الهندي 1552. وقد اتخذ مدن السواحل السويس وعدن والبصرة مراكز له.
- المحيط الهندي

صادف مرة أسطولا للبرتغاليين أكثر عدداً وعدة منه في المحيط الهندي واشتبك معهم في معركة دامت دامت يوما كاملا تكبد فيها الطرفان خسائر فادحة دون أن يحقق أي منهما النصر. فانسحب كل منهما إلى قواعده. انسحب البرتغاليون إلى غُوا في الهند وانسحب هو إلى البصرة. لم يسعد السلطان سليم الأول بهذه النتيجة فأمر بسحب مراد رايس من منطقة المحيط الهندي ووضعه ثانية تحت إمرة «تورغوت رايس» وبقي معه حتى وفاته أثناء حصار مالطا عام 1565.
- قبرص

عام 1570 كلف مراد رايس بمنع حشود أساطيل البندقية من التواجد في المثلث بين كريت ورودوس وقبرص، استعدادا لفتح جزيرة قبرص التي استطاع في النهاية من إسقاط مدينة فاماغوستا وبالتالي كامل جزيرة قبرص.
- جزر الكناري

عام 1585 أبحر مراد عبر مضبق جبل طارق وفتح عدة جزر من مجموعة جزر الكناري، كما استطاع إلقاء القبض على الحاكم الإسباني في جزيرة لانزاروت (بالإنجليزية: Lanzarote)‏ الذي أطلق سراحه فيما بعد، بعد أن دفعت فديته.

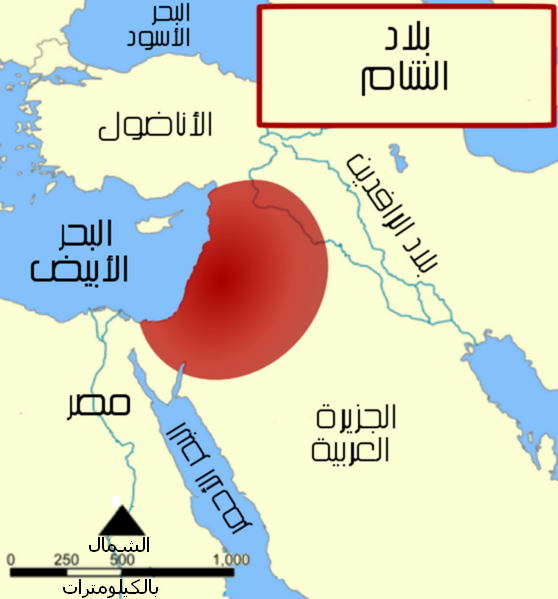
خارطة منطقة بلاد الشام المعروفة بالليفانت The Levant

- مواجهات بلاد الشام

كلف مراد رايس بحماية طرق التجارة بين مصر وأنطاليا في منطقة المياه الإقليمية لبلاد الشام (بالإنجليزية: The Levant)‏ التي كانت كثيرا ما تتعرض لهجمات الفرنسيين والبندقيين وفرسان مالطا. وفي عام 1609 تنامى إلى مسامعه عن تواجد أسطول فرنسي مالطي مشترك بقيادة أحد فرسان مالطا يدعى فريسيني (بالإنجليزية: Fresine)‏ بالقرب من قبرص أتى لمواجهة أسطوله. وكان هذا الأسطول يضم أكبر سفينة حربية في أوروبا روسَا (بالإنجليزية: Rossa)‏ وتعني الحمراء مجهزة بأكثرمن 90 مدفعا، كان العثمانيون يطلقون عليها لقب جهنم الحمراء.
لم يتردد وأبحر لمواجهتهم، واستطاع تحقيق نصرا مؤزرا والاستيلاء على عشرة من سفن أعدائه بما فيها السفينة روسّا واغتنام 160 مدفعا و2000 بندقية وأسر أكثر من 500 من قواتهم. إلا أن أمير البحر وقد شاخ وأصبح سنه يقارب 103 أعوام أصيب بجروح قاتلة، ولم تنفع محاولات خليل باشا بإرساله بسرعة إلى قبرص.

## وفاته
دفن مراد رايس في مسقط رأسه رودوس بناءً على وصيته. وقد بني مسجد وسمي باسمه بالقرب من المقبرة التي دفن فيها. وتفاؤلا به يزور قبره كثير من البحارة الأتراك قبل إبحارهم في مهمات بعيدة. وتكريما لذكراه أطلق اسمه على مجموعة من الغواصات التركية.